# Gilbert Abbott à Beckett
Gilbert Abbott à Beckett (Londra, 9 gennaio 1811 – Boulogne-sur-Mer, 30 agosto 1856) è stato uno scrittore e drammaturgo britannico.
Fu padre di due scrittori dell'epoca vittoriana: Gilbert Arthur à Beckett e Arthur William à Beckett.

## Biografia
Nato a Londra, apparteneva a una famiglia che si dichiarava discendente dal padre di san Thomas à Becket. Il suo fratello maggiore, Sir William à Beckett (1806-1869), divenne giudice capo dello Stato di Victoria, in Australia.
Gilbert Abbott à Beckett venne educato alla Westminster School, e venne chiamato a svolgere l'attività forense al Gray's Inn nel 1841. Pubblicò Figaro a Londra, e fu uno dei membri originali della redazione della rivista Punch, alla quale contribuì fino alla sua morte.
Fu un giornalista attivo per il The Times e il The Morning Herald, contribuì inoltre con una serie di articoli leggeri al The Illustrated London News, nel 1846 diresse The Almanack of the Month e trovò tempo per produrre qualcosa come cinquanta o sessanta rappresentazioni teatrali, tra le quali una versione drammatizzata dei racconti brevi di Charles Dickens, in collaborazione con Mark Lemon. In qualità di difensore dei poveri presentò un prezioso rapporto al Segretario agli Interni inglese sugli scandali collegati alla Andover Union, e nel 1849 divenne magistrato della polizia metropolitana.
Morì di tifo a Boulogne-sur-Mer, in Francia.

## Opere
The Comic History of England